# Comitè Jueu Americà de Distribució Conjunta
El Comitè Jueu Americà de Distribució Conjunta (en anglès: American Jewish Joint Distribution Committee) (JDC) és una organització humanitària jueva dels Estats Units. Té la seu a Nova York. Va ser fundada l'any 1914, avui està present a més de 70 països. La JDC ajuda a les comunitats jueves del món a través de la seva cobertura assistencial social. L'organització finança igualment projectes humanitaris destinats a comunitats no jueves.

## Activitats
El Comitè Jueu Americà de Distribució Conjunta finança programes per assistir als jueus empobrits de la Comunitat d'Estats Independents, i dels països d'Europa de l'Est, proporcionant menjar, medicaments, assistència a la llar, i cures per als ancians jueus, i els nens que necessiten ajuda. El JDC també permet que les petites poblacions jueves d'Amèrica Llatina, Àfrica, i els països d'Àsia, mantinguin uns serveis socials bàsics, i ajuda a assegurar un futur jueu per als seus joves i per a les generacions futures. A Israel, el JDC respon a les necessitats derivades de la crisi, mentre que ajuda a millorar l'assistència per la gent gran, els nens i els joves, els nous immigrants, els discapacitats, i altres grups de població vulnerable.